# Chwałowa Góra (Działy Grabowieckie)
Chwałowa Góra – wzniesienie o wysokości 287,18 m n.p.m. leżące na Działach Grabowieckich. Znajduje się na północ od wsi Krynica i na południe od Hruszowa (już w gminie Rejowiec w powiecie chełmskim), w bezpośrednim sąsiedztwie Góry Ariańskiej (290 m n.p.m.) i Ostrej Góry (282 m n.p.m.). Przy korzystnej pogodzie z Chwałowej Góry rozciąga się widok nawet na odległy o ponad 40 km Lublin. W bezpośrednim sąsiedztwie przebiega Szlak Ariański. Jest ona częściowo porośnięta lasem, nie obejmuje jej żadna forma ochrony przyrody.